# ماساموني شيرو
ماسانوري أوتا والمعروف بإسمه المستعار ماساموني شيرو (باليابانية: 士郎 正宗) هو رسام مانچا (مانچاكا) ياباني، ولد يوم 23 نوفمبر/تشرين الثاني 1961م في كوبه، محافظة هيوغو. اشتهر شيرو بسلسلة المانغا «شبح الهيكل» أو «غوست إن ذا شيل»، التي حُوِّلت منذ ذلك الحين إلى ثلاثة أفلام أنمي سينمائية، ومسلسلين تلفزيونيين أنمي، وفيلم أنمي تلفزيوني، وسلسلة أنمي (ONA)، وفيلم سينمائي حي، والعديد من ألعاب الفيديو. كما كان شخصية رئيسية في تطوير جماليات وموضوعات السايبربانك في اليابان خلال ثمانينيات وتسعينيات القرن العشرين.

## الحياة والمهنة
وُلِد في كوبي، عاصمة محافظة هيوغو، ودرس الرسم الزيتي في جامعة أوساكا للفنون. خلال دراسته الجامعية، نما لديه شغف بالمانچا، مما دفعه إلى تأليف «السحر الأسود»، الذي نُشر في سلسلة مانچا «دوجينشي أطلس». لفت عمله انتباه رئيس دار نشر سيشينشا (اليابانية) هاروميتشي أوكي، الذي عرض عليه نشره.
كانت النتيجة مانچا «أبلسيد» الأكثر مبيعًا، وهي مجلد كامل من الدراما ذات الحبكة الكثيفة التي تدور أحداثها في مستقبل غامض. أحدثت القصة ضجة كبيرة، وفازت بجائزة سيون لأفضل مانچا عام ١٩٨٦م. بعد إعادة طباعة «السحر الأسود» بشكل احترافي والمجلد الثاني من «أبلسيد»، أصدر مانچا «دومينيون» عام ١٩٨٦م. تلاه مجلدان آخران من «أبلسيد» قبل أن يبدأ العمل على «شبح الهيكل» (غوست إن ذا شيل). ويُستشهد بعمله كأثر على الأختان وتشاوسكي وتطوير سلسلة أفلام «ماتريكس» الشهيرة.

## أعماله
- غوست ان ذا شيل
- السحر الأسود

## روابط خارجية
- ماساموني شيرو على موقع IMDb (الإنجليزية)
- ماساموني شيرو على موقع روتن توميتوز (الإنجليزية)
- ماساموني شيرو على موقع ميوزك برينز (الإنجليزية)
- ماساموني شيرو على موقع ديسكوغز (الإنجليزية)
- ماساموني شيرو على موقع قاعدة بيانات الفيلم (الإنجليزية)
- ماساموني شيرو على موقع ANN person (الإنجليزية)